# Jean Despeaux
Jean Despeaux, född 22 oktober 1915 i Paris, död 25 maj 1989 i Largentière, var en fransk boxare.
Despeaux blev olympisk mästare i mellanvikt i boxning vid sommarspelen 1936 i Berlin.